# George Eden
Pour les articles homonymes, voir Eden.
George Eden (25 août 1784 – 1er janvier 1849), 2e baron Auckland puis 1er comte d'Auckland, est un homme politique britannique du parti whig. Il exerce les fonctions de premier Lord de l'Amirauté (trois fois), et de gouverneur général des Indes (1836-1842).

## Biographie
Il est le deuxième fils de William Eden (1744-1814), 1er baron Auckland, et de Éleanor (1758-1818), fille de Gilbert Elliot, 3e baronnet.
Gouverneur général des Indes, il organisa une expédition militaire pour placer un souverain pro-britannique à Kaboul, ce qui déclencha la Première guerre anglo-afghane (1839-1842) qui s'acheva par un désastre pour les Britanniques. Cependant, cette campagne permit à la Compagnie anglaise des Indes orientales d'annexer la province du Sind (à l'embouchure de l'Indus et tout le cours du fleuve).
C'est en son honneur que les Anglais ont donné le nom d'« Auckland » à un groupe d'îles situé au sud-ouest de la Nouvelle-Zélande et à une ville de la Nouvelle-Zélande, située dans l'île du Nord, situé sur l'isthme homonyme entre les ports naturels de Manukau et le  Waitemata.

## Distinctions
- Ordre du Bain

## Source
Cet article comprend des extraits du Dictionnaire Bouillet. Il est possible de supprimer cette indication, si le texte reflète le savoir actuel sur ce thème, si les sources sont citées, s'il satisfait aux exigences linguistiques actuelles et s'il ne contient pas de propos qui vont à l'encontre des règles de neutralité de Wikipédia.